# Jacopo Tomadini
Jacopo (o Giacomo) Bartolomeo Tomadini (Cividale del Friuli, 24 agosto 1820 – Cividale del Friuli, 21 gennaio 1883) è stato un compositore e presbitero italiano.
Noto per le composizioni di musica sacra, nel 1922 gli è stato intitolato il Conservatorio di Udine.

## Biografia

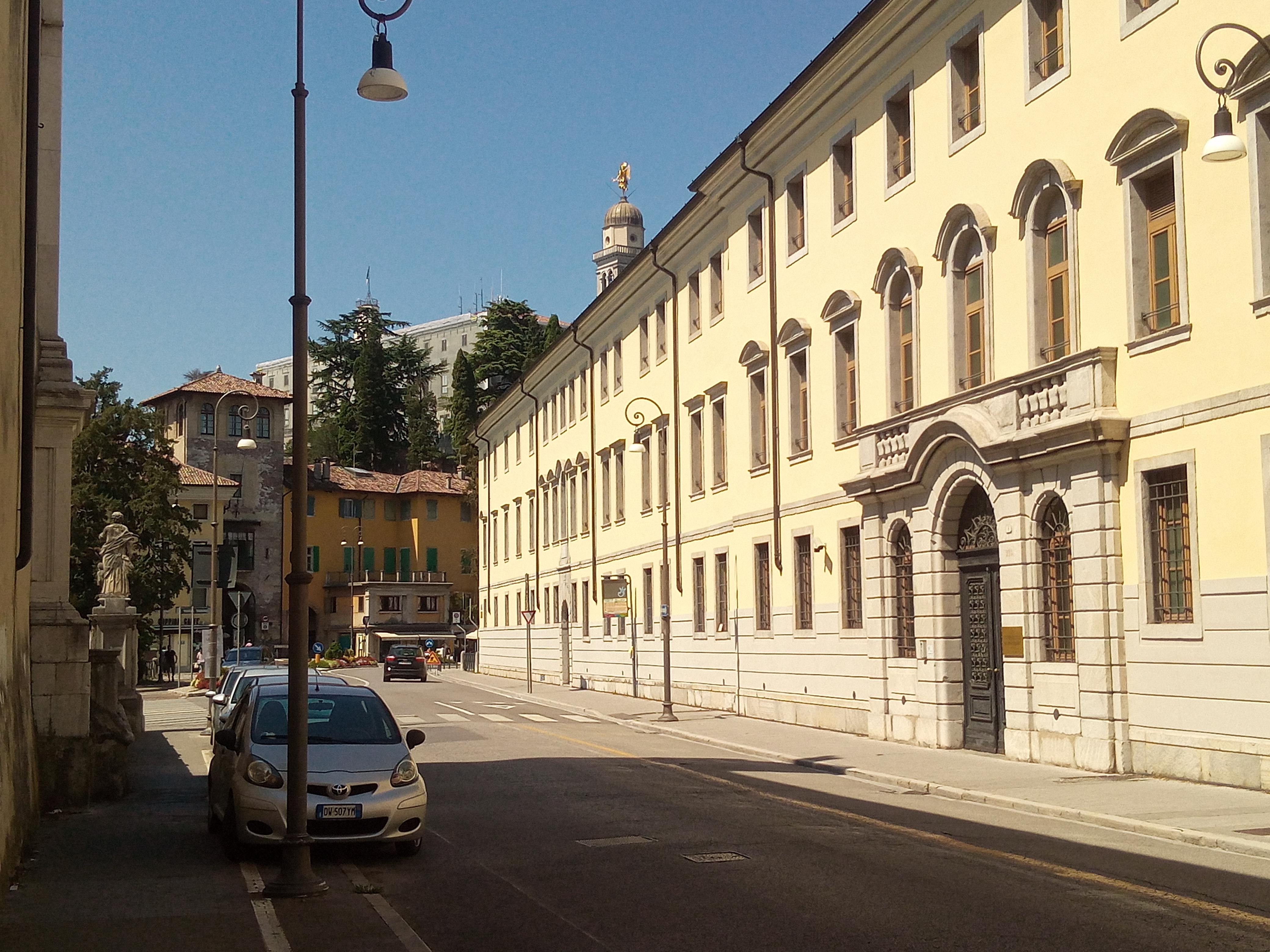
Il conservatorio di Udine che gli è stato intitolato

Nato in una famiglia umile, ha compiuto gli studi musicali nell'istituto ecclesiastico della sua città sotto la guida dell'allora maestro di cappella del duomo di Cividale, Giovanni Battista Candotti. Ricevuta l'ordinazione nel 1846, ha portato avanti la sua carriera musicale assieme a Candotti. Nonostante le varie offerte di lavoro ricevute da altre chiese di città importanti, come Venezia o Milano, preferì rimanere a Cividale. Divenne direttore del museo e della biblioteca, insegnante del seminario di Udine e, nel 1877, canonico e maestro di cappella. Ha ricevuto anche il titolo di maestro di cappella onorario dell'Accademia di Santa Cecilia e della Congregazione Pontificia.
È intervenuto in numerosi congressi cattolici (a Venezia nel 1874, Firenze nel 1875, Bologna nel 1876) e ha partecipato, insieme a Guerrino Amelli e altri collaboratori, alla fondazione della rivista Musica Sacra nel 1877 e alla fondazione dell'Associazione Nazionale di S. Cecilia a Milano (1880), in occasione del Primo congresso nazionale di musica sacra. Si è dedicato all'istituzione di una cappella gregoriana permanente a Roma, per la formazione di cantori sacri professionisti, e ha fatto parte del comitato promotore del Congresso europeo di canto liturgico tenutosi ad Arezzo nel 1882 e dedicato a Guido d'Arezzo.
Ottenne importanti risultati in concorsi internazionali di composizione, come la vittoria a Nancy nel 1854, un secondo posto a Parigi nel 1863 (con una messa modale a quattro voci), e la vittoria a Firenze nel 1864 (con la cantata La risurrezione del Cristo). Tomadini era in contatto epistolare con Liszt; il grande compositore ungherese ammirava l'opera di Tomadini e voleva conoscerlo di persona, anche se tale incontro non si realizzò, probabilmente a causa del carattere introverso del compositore cividalese.
Tomadini è morto il 21 gennaio 1883, mentre musicava il salmo In exitu Israel.

## La musica
Tomadini è stato un compositore molto apprezzato, tanto da essere addirittura definito come "il Palestrina del XIX secolo". Ha collaborato con Witt e altri membri di Santa Cecilia, contribuendo in maniera notevole alla riforma della musica sacra, cercando un compromesso fra la musica corale della tradizione e le tendenze operistiche dell'epoca. Un esempio è la sua cantata La risurrezione del Cristo (1864), su testo di Vincenzo Meini (una parafrasi della sequenza Victimae paschali laudes), il cui abito classico è unito a ricchi contrappunti nello stile ottocentesco, e con la quale ha ottenuto importanti riconoscimenti. I suoi studi sulla musica antica e modale sono invece ben esemplificati ne Il dialogo sulla tonalità antica, strutturato come un dialogo fra insegnante e allievo (lo stesso Tomadini e il suo studente Vittorio Franz).
Alcune delle sue musiche sono disponibili online:
- Adoro Te devote
- Anima Christi
- Hymnus
- In Omnen Terram
- La Resurrezione Del Cristo
- Magnificat
- O Salutaris Hostia https://www.youtube.com/watch?v=UuZT1PMOuU0.
- Proba me Deus
- Recitativo ed Aria

Le sue restanti composizioni, oltre trecento, includono nove messe, 151 mottetti e molte altre composizioni liturgiche, come parti di messe, sequenze e salmi. Un catalogo delle sue composizioni è stato redatto nel 1921 da Valentino Liva ed è conservato presso gli archivi della cattedrale di Cividale.